# ايب تايد
إيب تايد (بالإنجليزية: Ebb Tide)‏ هي سفينة أمريكية. كانت أول سفينة مصممة ومبنية خصيصًا لتوريد المواد والمستلزمات إلى منصات الحفر البحرية.

## التاريخ
في عام 1955، لم يكن ألدن جيه دوك لابورد راضيًا عن أداء قوارب الإغارة الأمفيبية السابقة التي كانت تستخدم لهذا الغرض، وعمل على تطوير مفهوم جديد للسفينة، تعمل بمحركين قويين مع جسر متقدم جدًا ومسطحة طويلة في الخلف (كان طول السفينة 119 قدمًا مع طول المسطح المفتوح في الخلف 90 قدمًا).
بدأت سفينة "إيب تايد" الخدمة في عام 1956 وأصبحت أول قارب تابع لشركة تايدواتر، التي تطورت لتصبح مالك سُفُنٌ عالمي.
تعد السُفُنٌ التي صممت بناءً على تلك المبادئ الأكثر شيوعًا بين سفن توريد المنصات حتى اليوم.

## الرابط الخارجي
صوره السفينة